# Sclerolaena intricata
Sclerolaena intricata là loài thực vật có hoa thuộc họ Dền. Loài này được (Anderson) A.J. Scott miêu tả khoa học đầu tiên năm 1978.